# 埃斯克拉沃斯河
5°35′N 5°10′E / 5.583°N 5.167°E
埃斯克拉沃斯河是尼日利亞的河流，位於該國南部，屬於尼日爾河的支流，河道全長56公里，最終注入幾內亞灣的貝寧灣，雪佛龍在該河設有產油設施。